# ترارالگون
تارالگون (به انگلیسی: Traralgon) یک شهر در استرالیا است که در ویکتوریا (استرالیا) واقع شده‌است.